# Zivile Notfallreserve
Die Zivile Notfallreserve der Bundesrepublik Deutschland dient der Versorgung der Bevölkerung mit Grundnahrungsmitteln im Krisenfall. Dieser Notvorrat soll eine tägliche Mahlzeit während kurzfristiger Engpässe von bis zu mehreren Wochen Dauer ermöglichen.

## Umfang
Die Ernährungsindustrie hat in der Regel keine großen Vorräte, zum anderen können landwirtschaftliche Produkte „nicht aus dem Stand heraus“ produziert werden. Die Zivile Notfallreserve umfasst Einlagerungen von Lang- und Rundkornreis sowie Erbsen und Linsen. Außerdem stehen Kondensmilch und Vollmilchpulver bereit. Daneben gibt es die Bundesreserve Getreide, die aus Weizen, Roggen und Hafer besteht und im Notfall die Versorgung mit Mehl und Brot aufrechterhalten soll. Zum Schutz vor Plünderungen im Krisenfall sind die Standorte in Deutschland geheim.
In beiden Reserven werden zusammen etwa 800.000 Tonnen Lebensmittel (ca. 9,7 kg/Bundesbürger) an etwa 150 Standorten gelagert. Im Krisenfall soll vor allem die Bevölkerung in Ballungsräumen über Gemeinschaftsverpflegungseinrichtungen mit mindestens einer täglichen Mahlzeit versorgt werden. Die Lebensmittel in beiden Reserven haben zusammen einen Wert von etwa 200 Millionen Euro.
Verantwortlich für Einlagerung und Gesunderhaltung der Vorräte ist die Bundesanstalt für Landwirtschaft und Ernährung (BLE). Die BLE unterhält auch die Bundesreserve Getreide. Im Bundeshaushaltsplan für das Jahr 2013 waren die voraussichtlichen Kosten der Zivilen Notfallreserve und der Bundesreserve Getreide mit insgesamt 15,45 Millionen Euro – zwei Drittel hiervon für die Lagerhaltung – ausgewiesen.
Im Jahr 1999 wurde für Lieferungen in den Kosovo auf die Vorräte zurückgegriffen, als dort im Zuge der Balkan-Kriege viele Flüchtlinge auf einmal eintrafen.

## Situation in anderen Ländern
Vergleichbare Staatsreserven gibt es in der EU in Ungarn, Tschechien und Finnland.
In der Schweiz besteht ein System der Pflichtlager, das für eine Versorgungsreserve für vier Monate geplant ist.